# Ernakulam (huyện)
Huyện Ernakulam là một huyện thuộc bang Kerala, Ấn Độ. Thủ phủ huyện Ernakulam đóng ở Kochi. Huyện Ernakulam có diện tích 2951 ki lô mét vuông. Đến thời điểm năm 2001, huyện Ernakulam có dân số 3098378 người.